# Scytodes broomi
Scytodes broomi är en spindelart som beskrevs av Pocock 1902. Scytodes broomi ingår i släktet Scytodes och familjen spottspindlar. Inga underarter finns listade i Catalogue of Life.